# Coleccionismo de libros

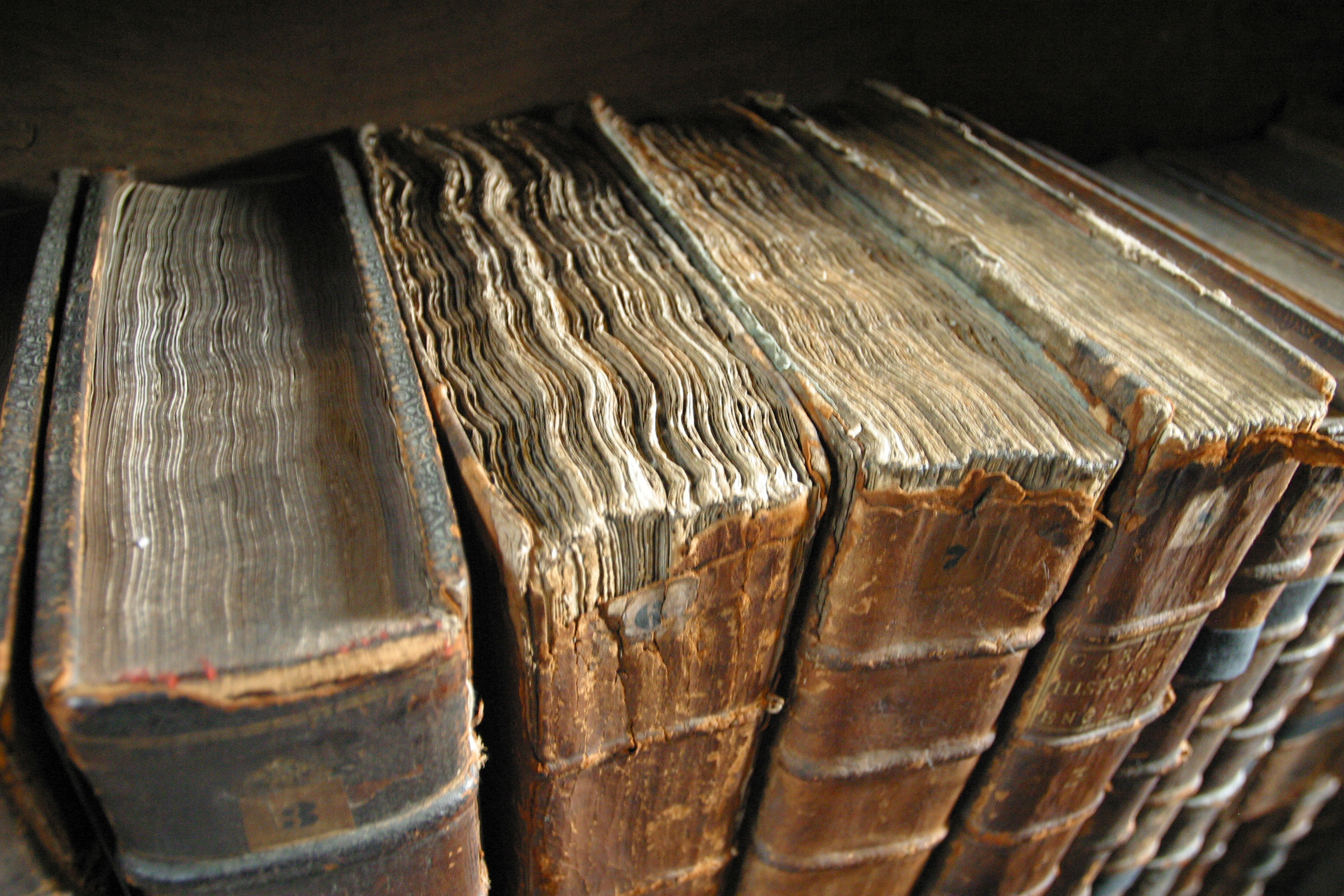
Libros antiguos

El coleccionismo de libros es la afición o actividad de coleccionar libros, ya sean por su valor estético, histórico, intelectual o económico. El coleccionismo de libros es una forma de bibliofilia, pero se diferencia en que el coleccionista busca activamente adquirir libros específicos, mientras que el bibliófilo simplemente ama los libros en general. El coleccionismo de libros puede ser una afición costosa y requiere un conocimiento profundo de la bibliografía, la historia del libro y el mercado de libros raros y antiguos.

## Historia

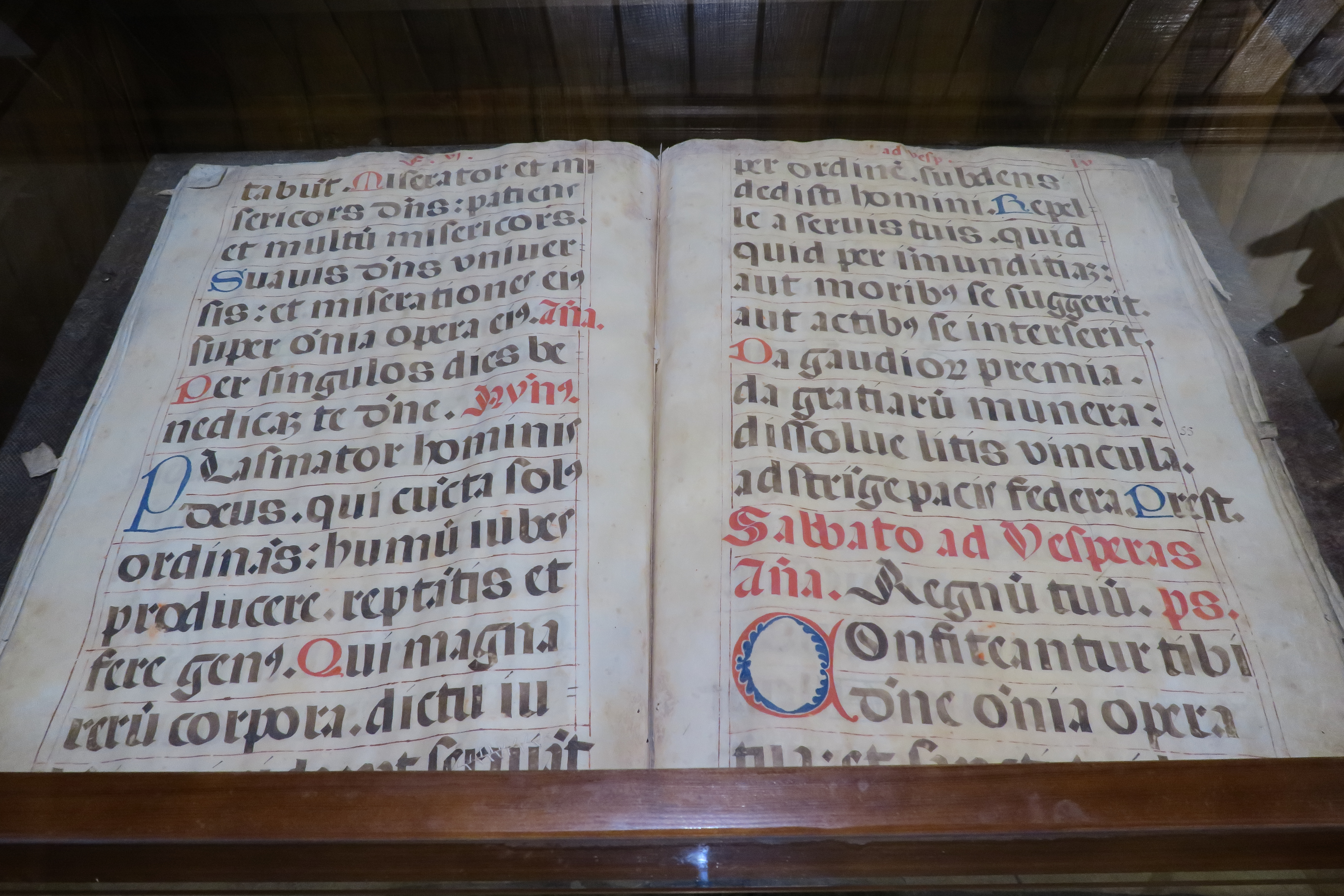

El coleccionismo de libros tiene una larga historia que se remonta a la antigüedad. Los faraones egipcios y los emperadores romanos poseían grandes bibliotecas, y los monasterios medievales recopilaban manuscritos valiosos. Sin embargo, el coleccionismo de libros como lo conocemos hoy en día surgió con la invención de la imprenta de Gutenberg en el siglo XV. La imprenta hizo que los libros fueran más accesibles, lo que llevó a un aumento en el número de personas que podían leer y coleccionar libros.
Durante el Renacimiento, el coleccionismo de libros se convirtió en una actividad popular entre la nobleza y los ricos comerciantes. Estos coleccionistas encargaban libros de lujo a los mejores impresores y encuadernadores, y sus bibliotecas se convirtieron en símbolos de estatus y riqueza.
En los siglos XVIII y XIX, el coleccionismo de libros se extendió a la clase media. La aparición de las librerías de segunda mano y las subastas de libros hizo que los libros raros y antiguos fueran más accesibles a un público más amplio. Durante este período, se formaron importantes colecciones de libros, como la Biblioteca Británica y la Biblioteca del Congreso de Estados Unidos.
En el siglo XX, el coleccionismo de libros se ha convertido en una actividad global. El auge de Internet ha facilitado la búsqueda y compra de libros raros y antiguos de todo el mundo. El coleccionismo de libros sigue siendo una afición popular entre personas de todas las edades y orígenes.

## Motivaciones del Coleccionista

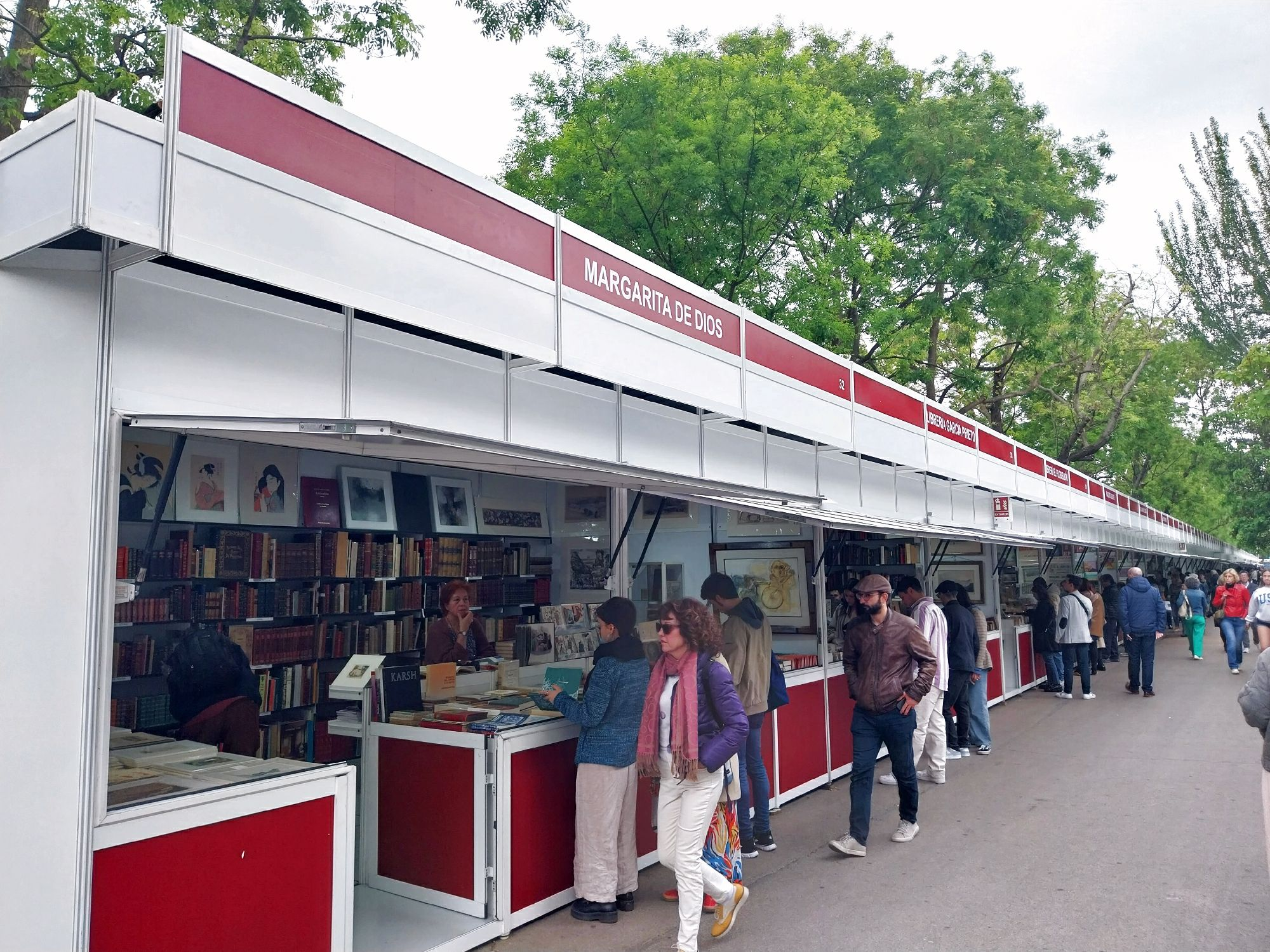
Feria del Libro Antiguo y de Ocasión

Las motivaciones para coleccionar libros son variadas:
- Valor estético: Algunos coleccionistas se centran en la belleza física de los libros, buscando ediciones con encuadernaciones elaboradas, ilustraciones llamativas o tipografía excepcional.
- Valor histórico: Otros coleccionistas se interesan por la historia del libro, buscando primeras ediciones, ejemplares autografiados o libros que pertenecieron a personajes históricos.
- Valor intelectual: Algunos coleccionistas se centran en el contenido de los libros, buscando obras importantes de la literatura, la ciencia o la filosofía.
- Valor económico: Algunos coleccionistas ven el coleccionismo de libros como una inversión, esperando que el valor de sus libros aumente con el tiempo.
- Completitud: Otros buscan completar colecciones de obras de un autor, un género, o una editorial específica.
- Conexión personal: Para algunos coleccionistas, la actividad es impulsada por una conexión emocional con los libros, un deseo de preservar la historia, o simplemente el placer de poseer objetos raros y valiosos.

## Tipos de Coleccionismo de Libros

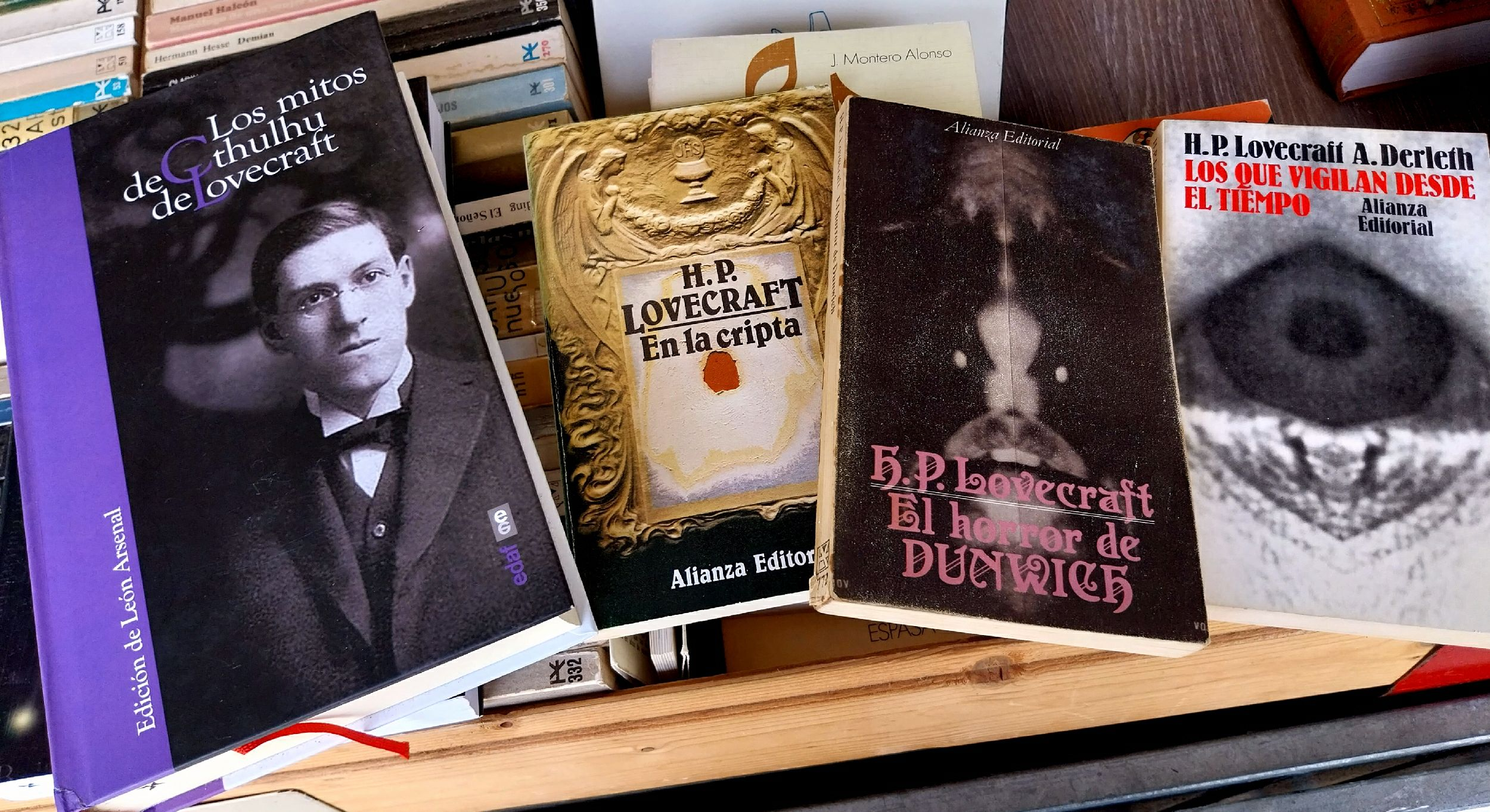
Libros para coleccionistas del autor.

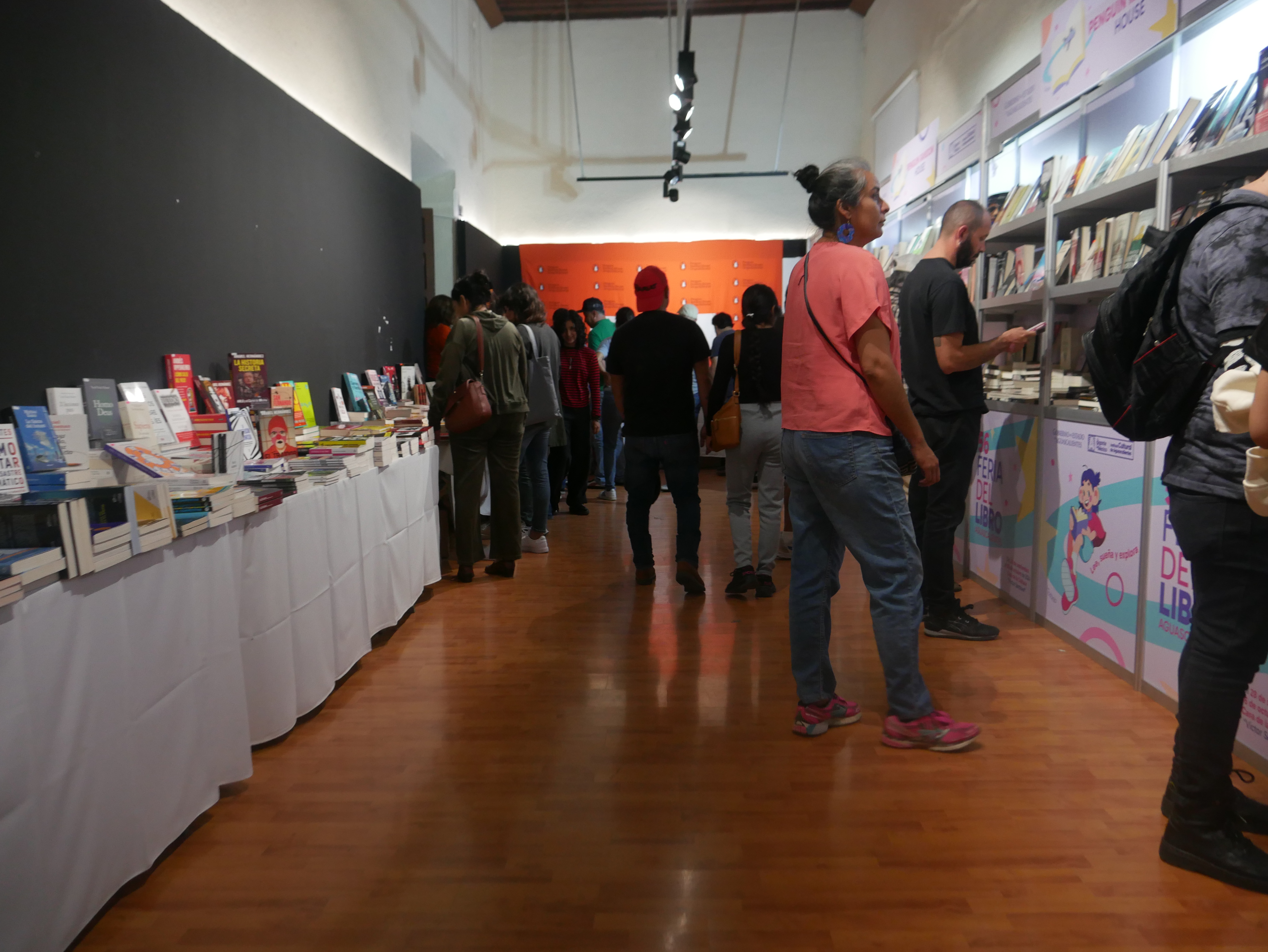
Feria del Libro Aguascalientes

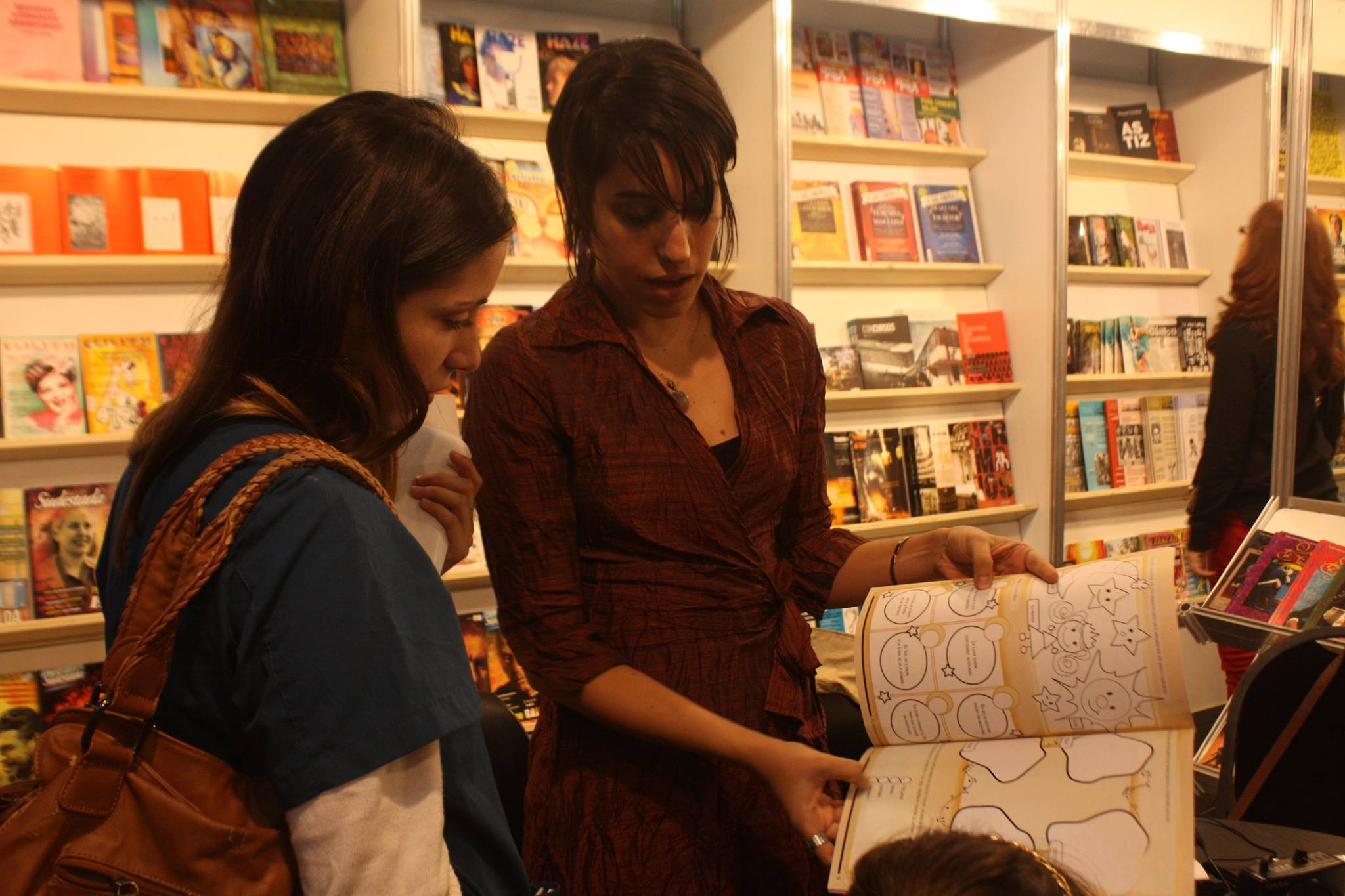
Feria Internacional del Libro, Buenos Aires

El coleccionismo de libros puede tomar muchas formas diferentes, dependiendo de los intereses y recursos del coleccionista. Algunos tipos comunes de coleccionismo de libros incluyen:
- Primeras ediciones: Coleccionar las primeras ediciones de obras importantes es una de las formas más populares de coleccionismo de libros.
- Libros autografiados: Los libros autografiados por el autor pueden ser muy valiosos para los coleccionistas.
- Libros raros y antiguos: Los libros que son raros o antiguos pueden ser muy valiosos, especialmente si están en buenas condiciones.
- Libros encuadernados: Los libros con encuadernaciones elaboradas pueden ser valiosos por su belleza estética.
- Libros ilustrados: Los libros con ilustraciones originales pueden ser valiosos por su valor artístico.
- Libros temáticos: Algunos coleccionistas se centran en coleccionar libros sobre un tema específico, como la historia, la ciencia o la literatura.
- Comics y novelas gráficas: Una variante moderna del coleccionismo, enfocada en ediciones raras, primeras apariciones de personajes o firmas de autores y dibujantes.

## Aspectos Importantes para el Coleccionista

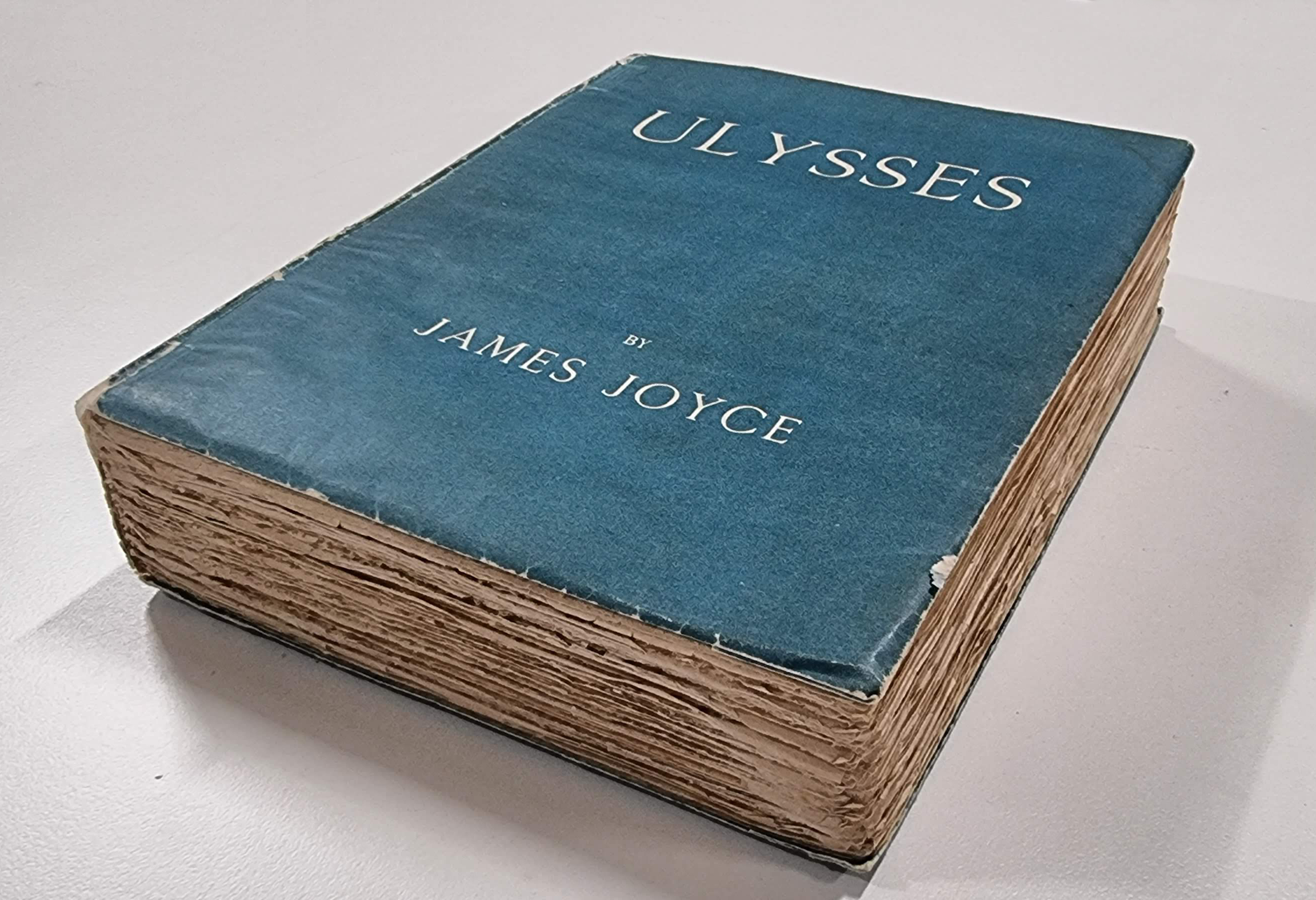
Primera edición en inglés de Ulises, de James Joyce.

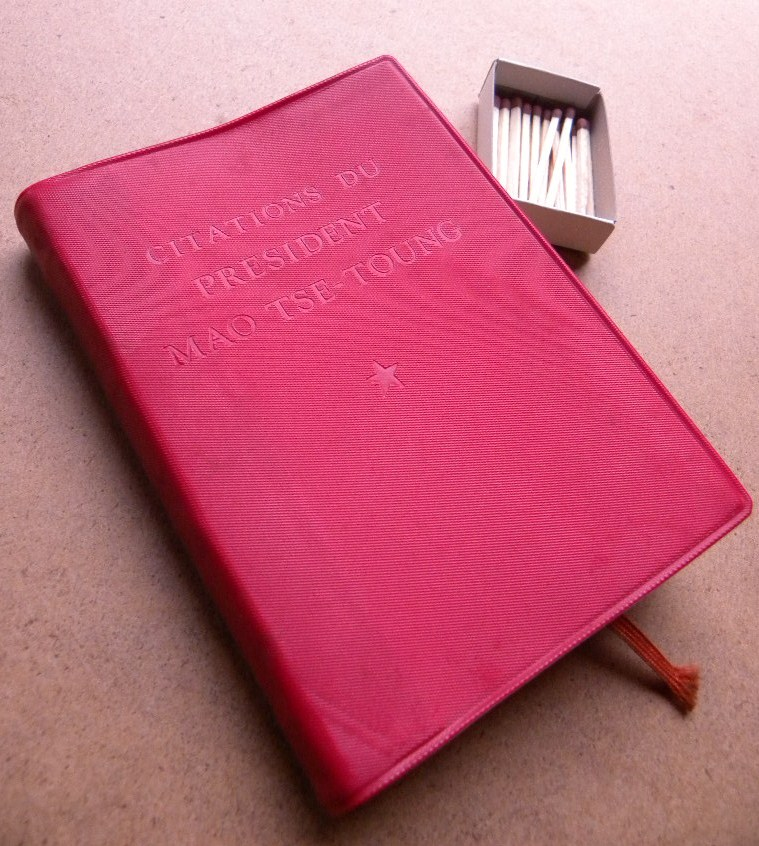
El pequeño libro rojo. Citas de Mao Zedong. En su edición original.

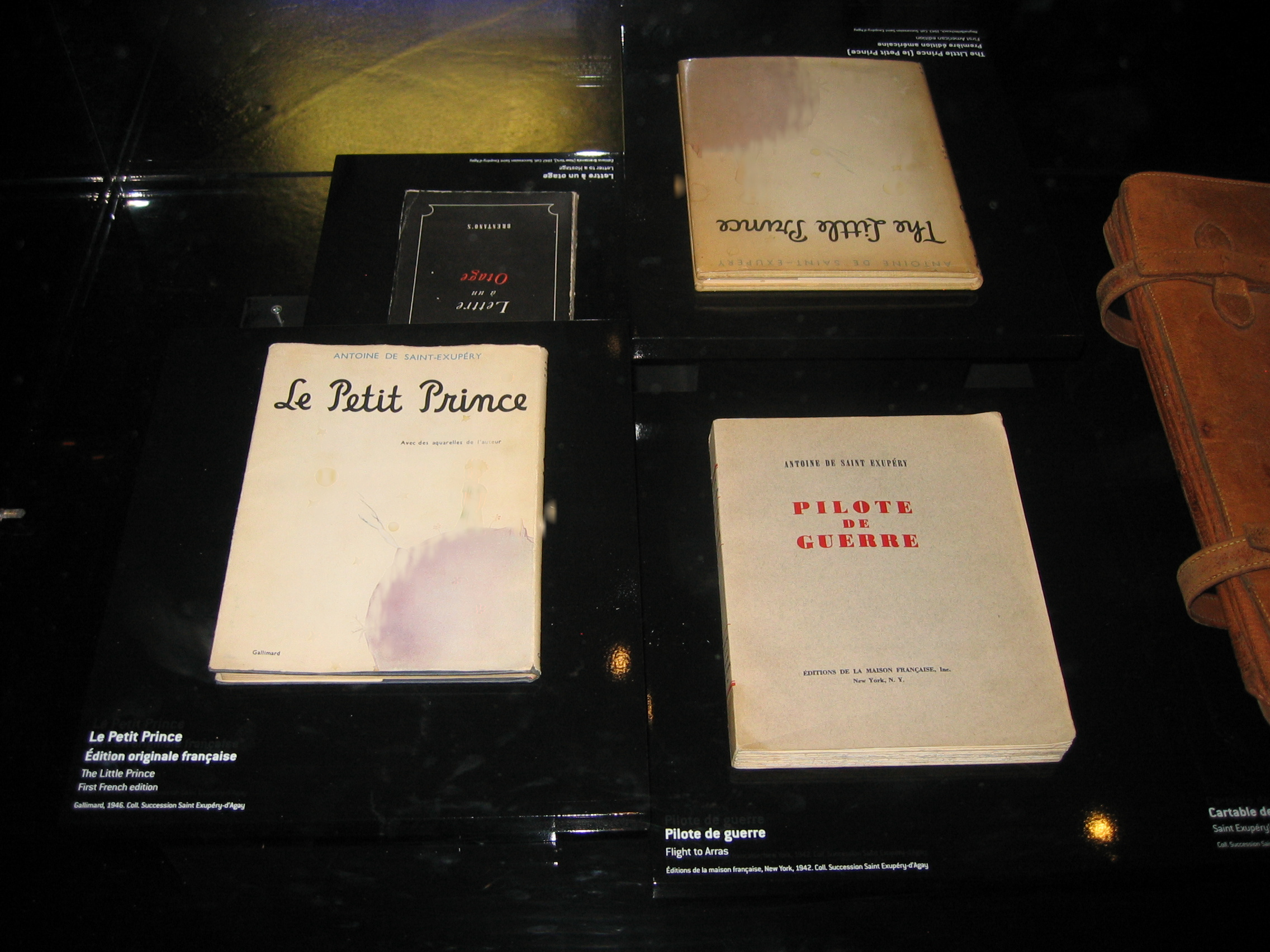
Exposición de Antoine de Saint-Exupéry en el Museo del Aire y el Espacio francés en Le Bourget, París. Se muestran cuatro títulos de las obras de Saint-Exupéry: El Principito (abajo a la izquierda), El Principito (arriba a la derecha), Piloto de Guerra (abajo a la derecha) y Carta a un rehén (arriba a la izquierda)

Para tener éxito en el coleccionismo de libros, es importante tener en cuenta los siguientes aspectos:
- Conocimiento: Es fundamental tener un conocimiento profundo de la bibliografía, la historia del libro y el mercado de libros raros y antiguos.
- Presupuesto: El coleccionismo de libros puede ser una afición costosa, por lo que es importante establecer un presupuesto y ceñirse a él.
- Estado de conservación: El estado de conservación es un factor crucial para determinar el valor de un libro. Los coleccionistas suelen buscar libros en buen estado, con pocas o ninguna imperfección.
- Autenticidad: Es importante asegurarse de que los libros que se compran son auténticos, especialmente si se trata de primeras ediciones o libros autografiados.
- Fuentes fiables: Es importante comprar libros de fuentes fiables, como librerías de segunda mano de buena reputación, subastas de libros de renombre o coleccionistas privados.
- Catalogación: Mantener un registro detallado de la colección, incluyendo información sobre la edición, el estado de conservación, la procedencia y el valor de cada libro.

## Conservación de Libros
La conservación adecuada es vital para mantener el valor y la integridad de una colección de libros. Algunas recomendaciones incluyen:
- Almacenamiento: Almacenar los libros en un lugar fresco, seco y oscuro, lejos de la luz solar directa y la humedad.
- Manipulación: Manipular los libros con cuidado, evitando tocar las páginas con las manos sucias o húmedas.
- Limpieza: Limpiar los libros regularmente con un cepillo suave para eliminar el polvo y la suciedad.
- Reparaciones: Realizar reparaciones menores a los libros con cuidado, utilizando materiales y técnicas apropiadas.
- Profesionales: Para daños significativos, consultar a un conservador profesional de libros.

## Organizaciones y Recursos
Existen numerosas organizaciones y recursos para los coleccionistas de libros:
- Asociaciones de Bibliófilos: Organizaciones que fomentan el amor por los libros y el coleccionismo.[4]
- Librerías de Anticuario: Librerías especializadas en libros raros y antiguos.[5]
- Subastas de Libros: Eventos donde se venden libros raros y valiosos al mejor postor.[6]
- Ferias del Libro Antiguo: Eventos donde libreros de todo el mundo exhiben y venden libros raros.[7]
- Bibliotecas y Archivos: Instituciones que albergan importantes colecciones de libros y manuscritos.
- Recursos en línea: Sitios web, foros y bases de datos con información sobre libros raros y el mercado del coleccionismo.[8]